# Дербі (сир)
Дербі (англ. Derby) — напівтвердий сир, що виготовляється з пастеризованого коров'ячого молока у Великій Британії. Для нього характерний вершковий смак.

## Історія
Перші згадки про сир Дербі датуються XVIII століттям. Назва цього виду сиру пов'язана з місцем його виробництва — сир виготовляють у графстві Дербішир.

## Опис
Смак і аромат сиру безпосередньо залежать від часу його витримки, чим він довший — тим вони насиченіші. Сир має однорідну текстуру, його консистенція нагадує сир чеддер, проте процес приготування відрізняється.

## Приготування
Технології приготування дербі можуть трохи відрізнятися. Є сир сейдж дербі (Sage Derby, англ. sage — шавлія) з додаванням шавлії, та сир дербі з портвейном (Port Wine Derby). Сейдж дербі має смак, що чимось нагадує м'яту, а у сиру дербі з портвейном переважає кремовий смак.
Сир сейдж дербі готують з додаванням в сирну масу меленої шавлії. Це надає сиру специфічного аромату. В результаті текстура сиру наповнюється шматочками шавлії. У процесі приготування для пом'якшення запаху шавлії додають нарізаний шпинат. Це сприяє появі в сирі характерних прожилок, близьких за кольором до зеленого мармуру. Пропорції шпинату і шавлії можуть змінюватися, це буде впливати на смак та аромат сиру. У XXI столітті до створеної маси стали також додавати ромашку, календулу та сік петрушки. Сир дозріває швидко, протягом 1—3 місяців. М'яка консистенція сиру в процесі дозрівання стає щільнішою, посилюється її трав'янистий та гіркуватий смак.